# 意識のハード・プロブレム
意識のハード・プロブレム（いしきのハード・プロブレム、英：Hard problem of consciousness）とは、物質および電気的・化学的反応の集合体である脳から、どのようにして主観的な意識体験（現象意識、クオリア）というものが生まれるのかという問題のこと。意識のむずかしい問題、意識の難問とも訳される。オーストラリアの哲学者デイヴィド・チャーマーズによって、これからの科学が正面から立ち向かわなければならない問題として提起された。対置される概念は、脳における情報処理の物理的過程を扱う意識のイージープロブレム（Easy Problem of Consciousness）である。
　

## 概要
意識のハードプロブレムは、1994年当時「意識に関する大きな問題は、もう何も残されていない」と考えていた一部の神経科学者や認知科学者、関連分野の研究者に対する批判として提示された。
当時の研究者が「解けた」と考えていたのは全て意識に関するやさしい問題ばかりであり（これを意識のイージー・プロブレムと言う）、真剣に議論されてさえいない「意識に関する本当に難しい問題」がまだ残されている、とした。それは具体的には次のような問題である。すなわち
1. 物質としての脳の情報処理過程に付随する主観的な意識的体験やクオリアというのは、そもそも一体何なのか？
2. そしてこれら主観的な意識的体験やクオリアは、現在の物理学が提示するモデルの、どこに位置づけられるのか？

チャーマーズは現象的意識は現在の物理学の中には含まれていないとし（ゾンビ論法）、ハードプロブレムは現在の物理学の範囲内では解決不可能とする。その上で、物理学の拡張を訴えている。ハードプロブレムはこれからの科学、とりわけ物理学が、真剣に向き合っていかなければならない問題として、心の哲学（心身問題や自由意志の問題を議論する哲学の一分科）を中心にその詳細が議論されている。

## 解説
ハード・プロブレムとは

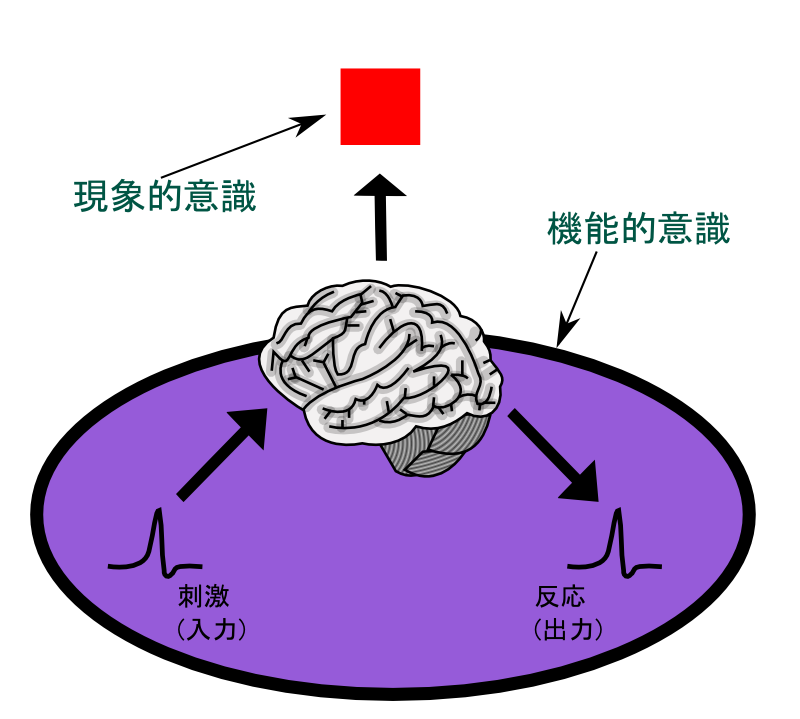
あなたが車を運転しながら物思いに耽っていたとする。ビュンビュン飛ばしていたところ、交差点の直前で信号が赤だったことに気がつき、恐怖をともなった驚きを感じる。その瞬間の状況を描いたのが上の図だと考えてほしい。
赤信号から出た光は、あなたの網膜で化学反応を起こし、神経細胞を興奮させる。その興奮は視神経を通って、脳の視覚野に入力される。脳内の各部位で一連の神経細胞が発火したあと、運動神経への出力が足の筋肉を収縮させ、ブレーキを踏みこませる。また交感神経への出力が心臓の動悸をはやめ、発汗を引き起こす。これら一連の現象は全て、脳内で起こる物理的・化学的・電気的反応の問題であり、これらのメカニズムを研究することは、イージープロブレムに位置づけられる。しかしこれが全てではない。赤信号の赤い感じ、突然訪れた恐怖、「ハッ」とした驚きの感覚、それら様々なクオリアとはそもそも何なのか、物理的・化学的・電気的反応からいかなる因果関係によって生じるのかについての研究は、意識のハードプロブレムに位置づけされる。

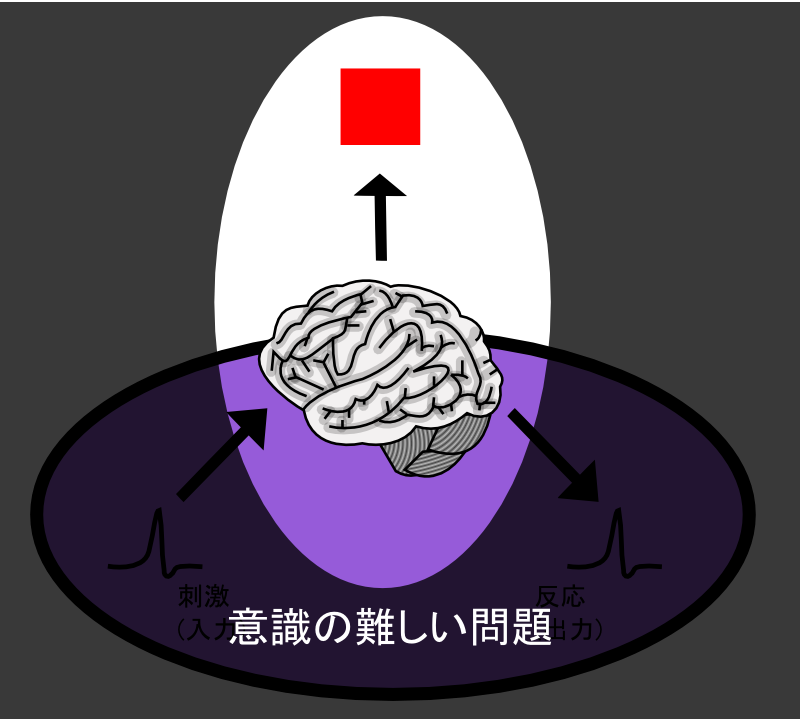
意識の難しい問題

主観的な意識体験（クオリア）とは何なのか、それは脳の物理的・化学的・電気的反応とどのような関係にあるのか、またどのようにして発生するのかという問題を指す（左図の上向き矢印で表現されている部分がハード・プロブレムである）。
意識のハードプロブレムは「物質としての脳がなぜ心を持つのか（心的機能を発揮できるのか）」といったぼんやりした問題ではなく、より限定された形の問い、「物質としての脳がなぜ主観的な意識体験を持つのか」という狭い形の問いである。主観的な意識体験を外部から観測する方法が無いため、科学的方法が通用するかどうかすら分からないという意味でハードであるとされている。

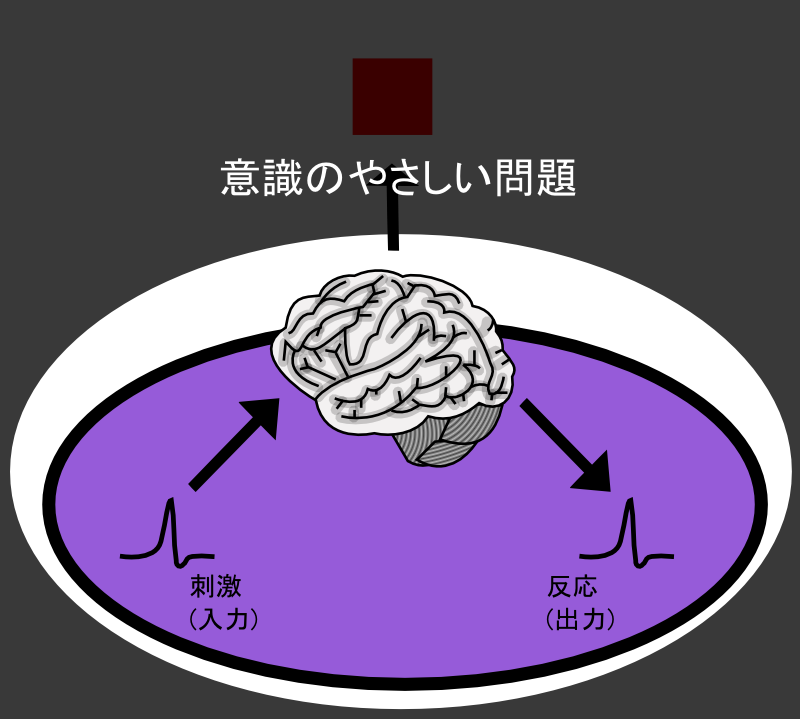
意識のやさしい問題

これに対してイージー・プロブレム(easy problem)とは、
物質としての脳はどのように情報を処理しているのか、という形の一連の問題を指す（イージー・プロブレムにおいては、上向き矢印で表現されている部分は扱われない）。医学、脳科学、生物学の分野で現在なされている研究というのは基本的にイージー・プロブレムについてである。
21世紀初頭現在も脳には未解明の問題が多数あるが、そのほとんどはこの区分の中ではイージープロブレムに分類される。たとえば「なぜ物質としての脳が、思考したり記憶したり判断したりできるのか」というのはすべてイージーな問題である。脳内にある何らかの神経回路、シナプスの状態、化学物質の状態などが、結果として思考、記憶、判断といった心的機能を可能としているであろうことは基本的に疑問の余地はない。そしてこうした問題を科学的に研究するにあたって方法論的な困難はない。この方法論的な困難がないという意味において、脳の物理的な過程の研究はイージーな問題であると分類される。
当然のことながらイージーな問題とは言っても、こうしたことを研究するにあたっては「実際にどう実験を組み立てるのか」「人員をどう確保するのか」「どういう装置・器具を使うのか」「そのための予算をどう確保するのか」といった現実的な問題は山積みである。しかし「いったい、何をどう研究したら、答えが出せるのかがそもそも分からない」といった困難さは、こうした研究にはない。つまり基本的な方法論の部分で途方に暮れるといった困難さが無いという意味において「物質としての脳がどのように情報を処理しているのか」といった問題はイージーな問題へ区分される。

## 歴史的背景
ここでは意識のハード・プロブレムという概念が提唱されるに至った、科学史上の背景を概説する。
20世紀末ごろから、fMRIの進歩などにより、神経科学や認知科学はこれまでにないほどの急速な発展を遂げた。当然、意識に関する研究も膨大な数に上ったが、実験における技術上の制約から、物理的に観測可能な現象に関する研究以外はほとんど行われていなかった。これは当然といえば当然であり、ハードプロブレムという概念が広く知られた現在においても、この点については基本的に変化がない。しかしながら当時の問題点として、観測にかからない対象については議論をすることさえも憚られる、といった風潮があり、また、観測にかからないものは存在しないものとする、といった空気まであった。
しかし哲学の世界には、「意識」そのものを扱った一連の系譜が存在しており、カントやフッサールの現象学などに代表されるように、心的表象や現象などの概念を議論してきた長い歴史がある。これらの知識をひとつのバックボーンとして、当時の意識研究の状況を批判したのがチャーマーズであった。1994年当時、まだ駆け出しの研究者に過ぎなかった28歳のチャーマーズであったが、ハード・プロブレムの概念は大きい注目を浴び、ノーベル賞受賞者を含む各界第一線の研究者たちがこの問題について論文を寄稿した（フランシス・クリック、ロジャー・ペンローズ、ダニエル・デネット、コリン・マッギン、フランシスコ・バレーラなど）
ハードプロブレムの概念が広く知られるにつれ、「意識」（クオリア）は哲学の問題であると同時に、科学の問題でもあるのだという認識が科学者コミュニティーの間でも徐々に広がりつつあり、実験系の研究者の間でも、「意識」（クオリア）といった観測にかからない対象についての議論がなされるようになった。これにより以前のような閉塞的な議論状況は随分と緩和された。

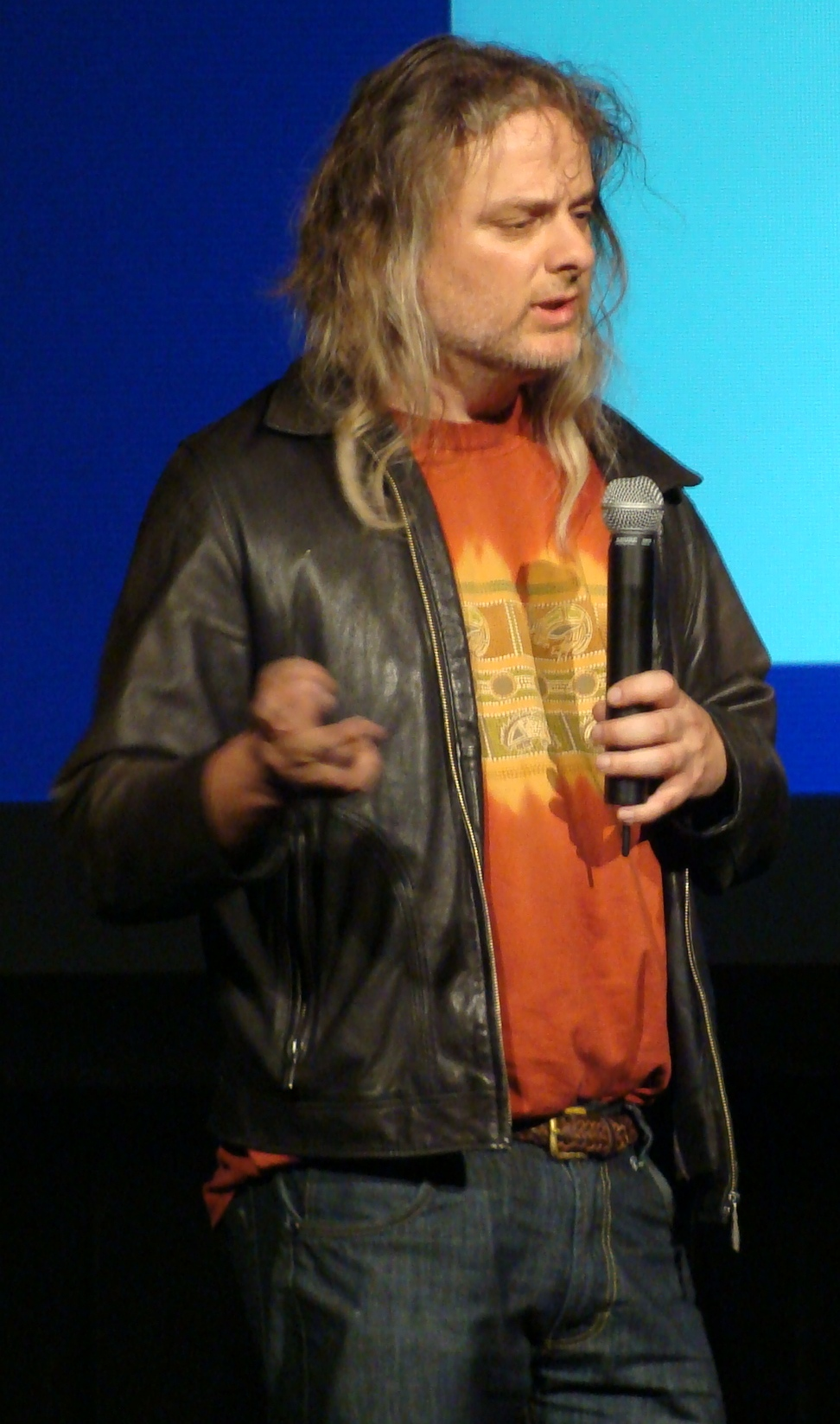
デイヴィッド・チャーマーズ（1966年 - ）。意識についての難しい問題（ハード・プロブレム）とやさしい問題（イージー・プロブレム）を区別した。

意識のハードプロブレムという言葉はチャーマーズが作った言葉の中でも最も有名なものとなった。しかしチャーマーズの意図としては、これは意識に関する問題の状況整理のために下準備的な形で提示しただけの区分であった。彼の主張の中心的な部分はそれ以降にあった（デイヴィッド・チャーマーズ#研究を参照）。チャーマーズはスーザン・ブラックモアとのインタビューの中でこの状況を次のように語っている。
チャーマーズが述べているように、この問題は特に真新しいものではなく、様々な哲学者・科学者が言及してきた歴史的によく知られていた問題である。以下でそうした歴史上の議論を、簡単にいくつか紹介する。

### 前史

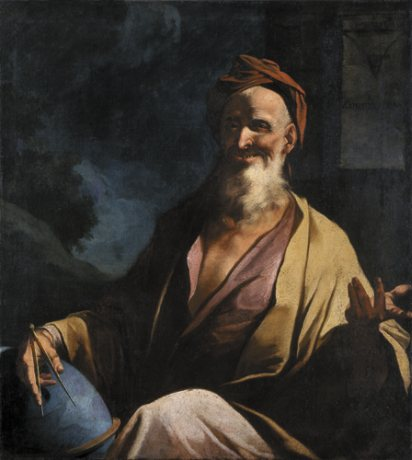
デモクリトス（紀元前460年頃－紀元前370年頃）。

主観的感覚の問題についての歴史的に古い言及の例としては、古代ギリシャの哲学者で原子論を唱えたことで知られるデモクリトス（紀元前460年頃－紀元前370年頃）による言及がある。
色や味が感じられるけれども、あるのは原子とその隙間（原子のない空虚）のみだと述べた。

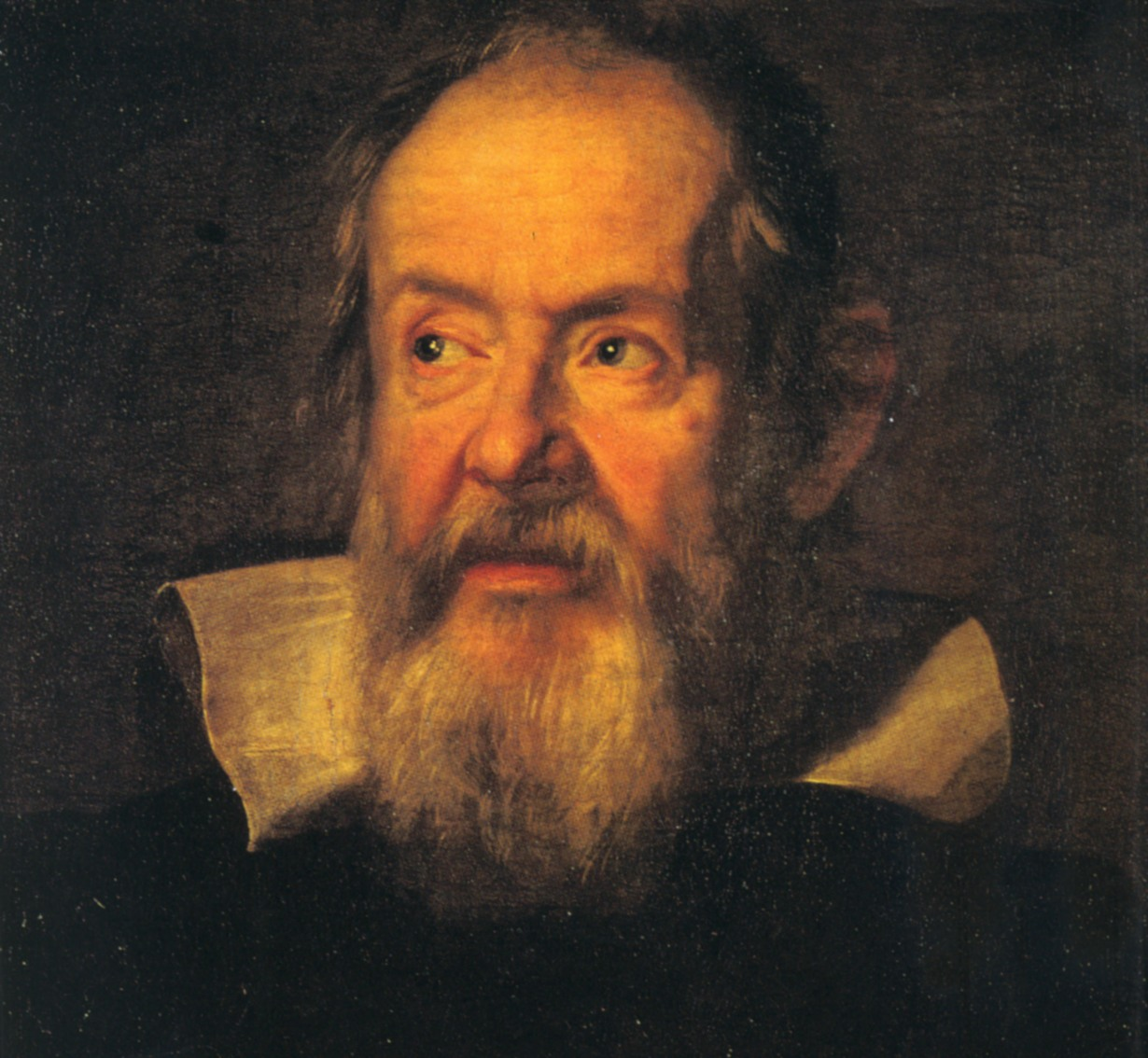
ガリレオ・ガリレイ（1564年-1642年）。人間のような感覚主体がいなくなると、味・匂い・色といった性質は消え失せてしまう、と述べた。

近代科学の始まりの時期、17世紀から18世紀にかけて、主観的な質感の問題は主に科学者たちによって論じられた。イタリアの物理学者ガリレオ・ガリレイ（1564年-1642年）は「物質の形・位置・運動」といった客観的性質と、「色・音・味」などの主観的に経験される性質を対比させて論じた。
ガリレイはこの問題についてある程度詳細に論じた後、この問題は大きすぎるため議論はまたの機会にゆずる、として話題を切り替えている。後に別の場所で運動論の枠内でこの問題を解決しようと試みた。
イギリスの物理学者アイザック・ニュートン（1642年-1727年）も、この問題に言及した。

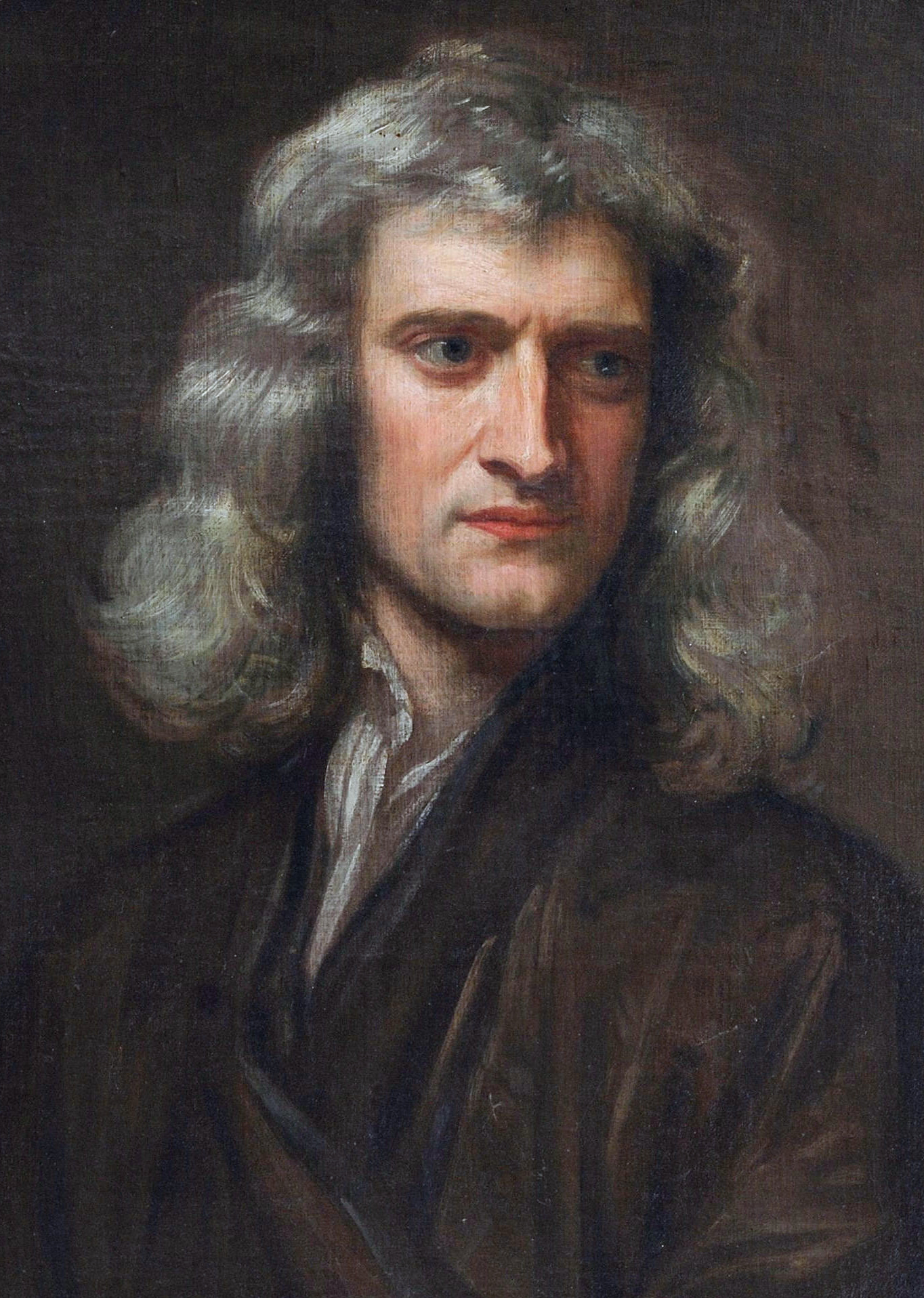
アイザック・ニュートン（1642年-1727年）。光には色がついていない、と言った。

哲学者による議論として、しばしば引き合いに出される有名なものとしては17世紀のイギリスの哲学者ジョン・ロック（1632年 - 1704年）による一次性質（Primary qualities）と二次性質（Secondary qualities）の区別がある（Primary/secondary quality distinction）。以下、『人間知性論』より。

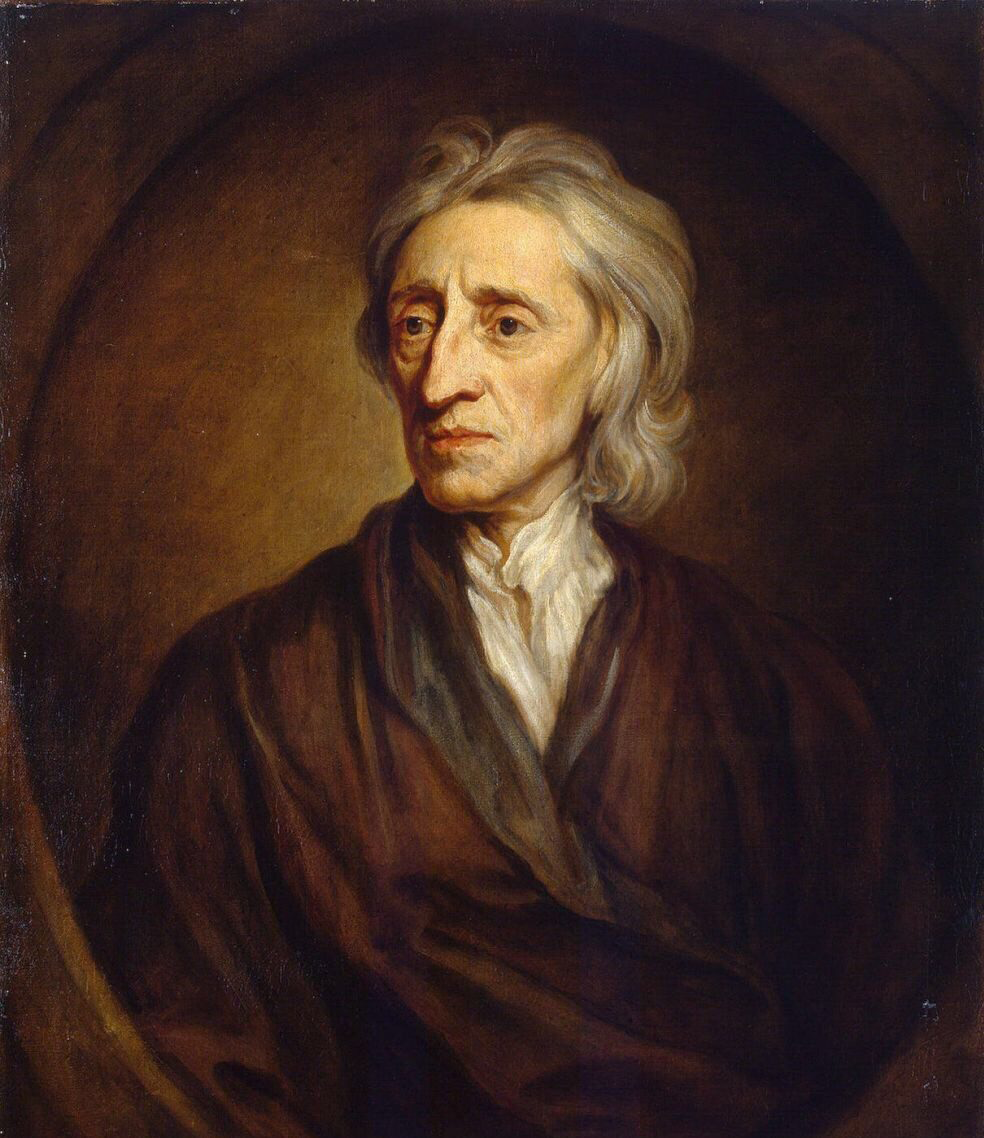
ジョン・ロック（1632年 - 1704年）。「一次性質（物体の寸法・形・運動）」と「二次性質（色・味・音）」の間につながりが見出せない、と述べた。

ロックはこうした区分の着想を、自身の科学の個人的教師・指導者であった科学者ロバート・ボイル（1627年-1691年）の著作『形と質の起源』（The Origin of Forms and Qualities）から得た。

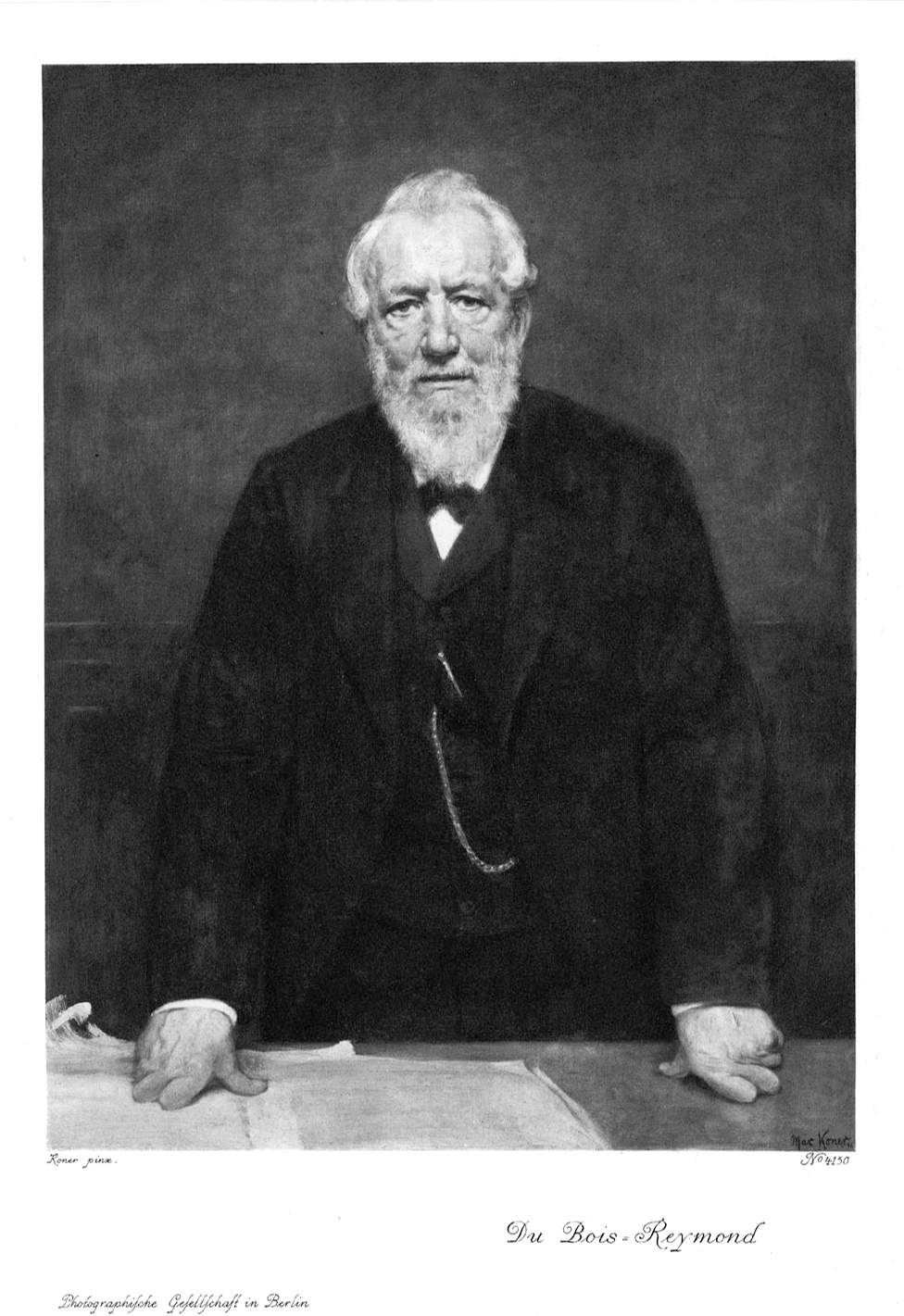
エミール・デュ・ボア・レーモン（1818年 – 1896年）。物質から、どのようにして意識が生じるのか、このことは永遠に理解できないだろう、とした。（イグノラムス・イグノラビムス）

19世紀のドイツの生理学者エミール・デュ・ボア・レーモン（1818年 – 1896年）は、『自然認識の限界』および『宇宙の七つの謎』において、人間が永遠に理解できないだろう問題として4つを挙げた。デュ・ポア・レーモンが解決不可能と考えた4つの問題は「物質と力の本性」、「運動の第一原因」、「自由意志」そして「主観的感覚」である。
レーモンの主張の特色は、主観的感覚の問題は人間には「永遠に」理解できないと主張した所にある。彼は自分のこうした立場を「イグノラムス・イグノラビムス」という標語で表した。レーモンの主張は当時の19世紀ドイツで大きい反応を生み、「イグノラビムス論争」と言われる議論を引き起こした。
近年の有名な科学者であると、たとえば量子力学の基礎方程式であるシュレディンガー方程式を発見したオーストリア出身の理論物理学者エルヴィン・シュレディンガー（1887年 - 1961年）がこの問題について語っている。以下、『精神と物質』の最終章より。

## 批判
少なくない人がこの問題を擬似問題、誤った直感に基づいたほんとうではない問題、として批判している。現代におけるこうした批判者として最も有名な人物はアメリカの哲学者ダニエル・デネットである。デネットはハード・プロブレムは多くの人が素朴に持つが、しかし誤っている疑問のひとつであるとして、この問題をハード・クエスチョン（Hard question、直訳：難しい疑問）と言い換えている。

## 意識の超難問
チャーマーズの意識のハードプロブレムという名称を受け、人工知能研究者のティム・ロバーツは主観性と関わるある問題を意識の超難問（いしきのちょうなんもん、英:Harder problem of consciousness）と呼んでいる。
ティム・ロバーツの言う意識の超難問とは「私はなぜこの私なのか」という問題。過去、現在、未来、世界に数多くの人がいて、それぞれが日々 色々なことを体験して生活するが、しかしなぜあなたは他の誰でもなく今のそのあなたの体験をしているのか、という問題。意識のハードプロブレム（物質からなぜ主観的体験が生まれるのかという問題）と別の、より難しい問題だろうとしてこの名とされた。
ネド・ブロックは2002年に別の問題を Harder problem of consciousness という名前で提起している。　
日本では永井均がほぼ同様の問題を彼らより以前から提起している。

## 関連文献
- 鈴木貴之 「意識のハードプロブレムと思考可能性論法」 哲学 Vol.2004 , No.55(2004) pp.193-205, 29.